# Werben (Spreewald)
Werben, niedersorbisch Wjerbno, ist eine Gemeinde im Landkreis Spree-Neiße im südöstlichen Teil von Brandenburg. Sie wird vom Amt Burg (Spreewald) verwaltet.

## Geografie
Die Gemeinde liegt in der Niederlausitz und im Südosten des Biosphärenreservats Spreewald, rund zwölf Kilometer nordwestlich von Cottbus. Angrenzende Gemeinden sind Schmogrow-Fehrow im Norden, Guhrow und Briesen im Osten, Kolkwitz im Süden und Burg (Spreewald) im Westen. Werben gehört zum amtlichen Siedlungsgebiet der Sorben/Wenden in Brandenburg, öffentliche Gebäude und Einrichtungen, Straßen, Wege, Plätze und Brücken sind zweisprachig beschriftet.

## Gemeindegliederung
Werben gliedert sich in den Kernort und die bewohnten Gemeindeteile Brahmow (sorb. Brama) und Ruben (sorb. Rubyn). Der Kernort Werben gliedert sich in die nicht-amtlichen Dorfteile Bauernende (südlich der Dorfkirche) und Kokelende (nördlich der Dorfkirche).

## Geschichte

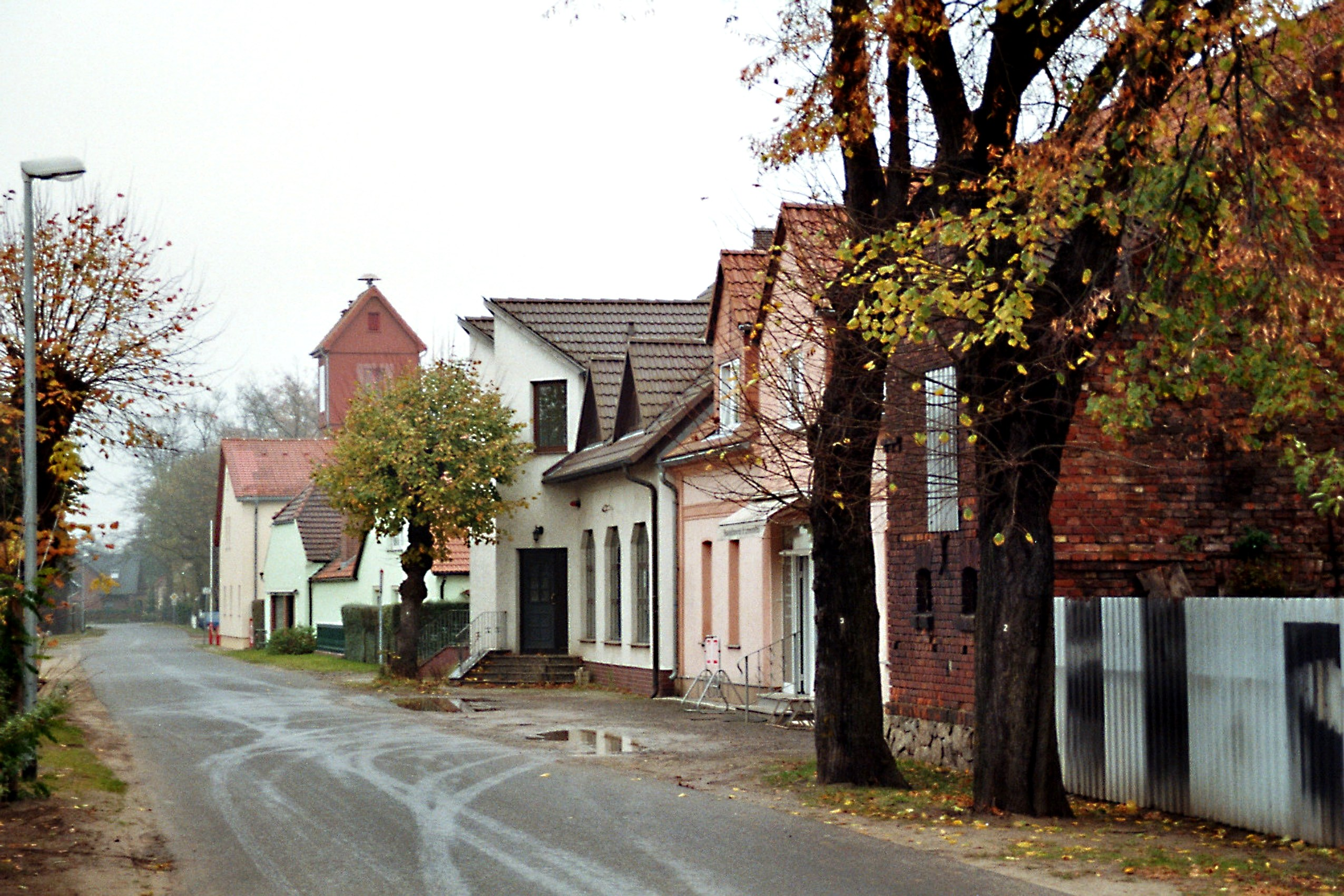
Historischer Ortskern

Das Gebiet um Werben wurde bereits in der Bronzezeit besiedelt, was Scherbenfunde in der Gegend beweisen. Im 6. und 7. Jahrhundert ließen sich die Lusitzi in der Lausitz nieder. Erstmals erwähnt wurde Werben in einer Urkunde vom 14. Mai 1350 als Wirbin. Das Dorf wird auch in der 1346 begonnenen Kirchenmatrikel des Bistums Meißen erwähnt, die jedoch erst ab 1495 nachweisbar belegt ist. Der Name geht auf das sorbische wjerba (deutsch: Weide) zurück. Die für die örtlichen Verhältnisse mächtige Kirche zeugt davon, dass das ehemalige Angerdorf einst ein wichtiges Kirchdorf der Region war.
Werben bestand zeitweise aus fünf (kurzzeitig sechs) verschiedenen, relativ kleinen Rittergütern, was in relativ verworrenen Besitzverhältnissen resultierte. Von 1464 bis 1945 war die Familie von Schönfeldt teilweise gleich auf mehreren im Ort befindlichen Rittergütern ansässig, bis Mitte des 17. Jahrhunderts sogar auf allen. Es bildete sich dazu auch eine eigene genealogische Familienlinie Werben heraus, zu der ebenso die Linie Gulben-Babow gehört. Frau Juliane von Schönfeldt aus dem Hause Werben war mit Otto Heinrich von Pannwitz verheiratet; ihre Tochter Juliane Ulrike von Pannwitz (* 1746) heiratete 1775 Joachim Friedrich von Kleist (Gutsbesitzer auf dem Werben benachbarten Rittergut Guhrow), deren Sohn war der Dichter Heinrich von Kleist.

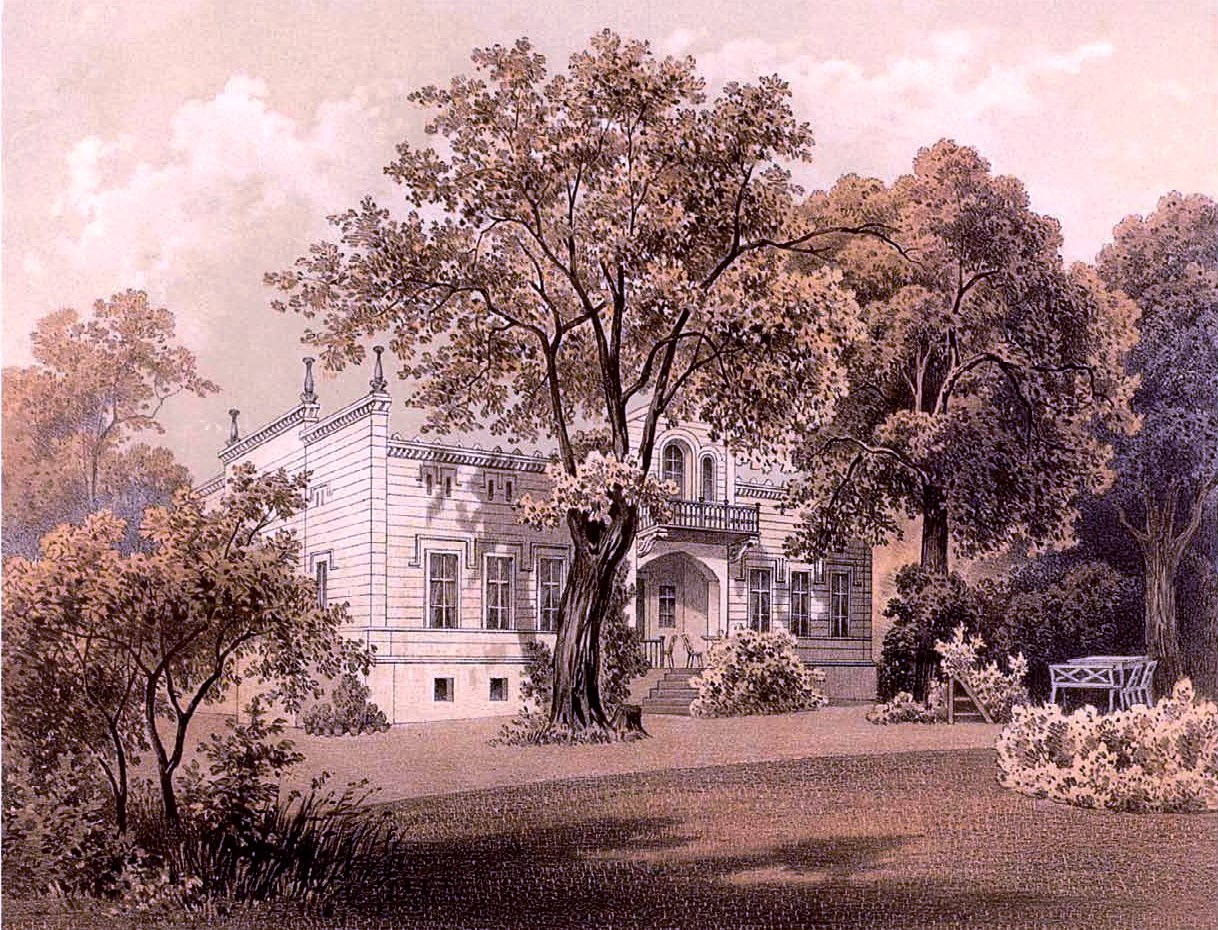
Gutshaus Werben, Gemälde aus der Sammlung von Alexander Duncker (um 1875/77)

Der Ort gehörte zur Herrschaft Cottbus und lag somit in einer kurfürstlich-brandenburgischen Exklave, die von Kursachsen umgeben war. Im Jahr 1635 bestand Werben aus 20 Ritter- und 33 Bauernhufen, 39 Gärtner- und 33 Büdnerstellen, zwei Schäfereien und einer Schmiede. Seit 1701 gehörten das Dorf und die Güter zum Königreich Preußen. Die Güter Werben I und Werben VI waren 1718 im Besitz der Familie von Stutterheim, alle anderen der Familie von Schönfeldt. Ebenfalls im 18. Jahrhundert wurde das Schönfeldtsche Gutshaus in Werben neu gebaut. Nach dem Tilsiter Frieden kam Werben im Jahr 1807 zum Königreich Sachsen, nach der auf dem Wiener Kongress beschlossenen Teilung Sachsens wurde der Ort wieder preußisch. Bei der Gebietsreform 1816 wurde Werben dem Kreis Cottbus in der Provinz Brandenburg zugeordnet. Zwei Jahre später hatte der Ort 899 Einwohner.
Im Jahr 1826 wurde ein erstes Schulhaus gebaut, das die bis dahin üblichen privaten Provisorien ablöste. Bis 1846 stieg die Einwohnerzahl in Werben auf 1485. Bei der Volkszählung am 1. Dezember 1871 ermittelte man in der Landgemeinde Werben und den fünf Gutsbezirken zusammen 1676 Einwohner, von diesen waren 772 Männer und 904 Frauen. 410 Einwohner waren jünger als zehn Jahre und 1669 Einwohner waren evangelisch-lutherischer Konfession. Das Gut Werben III wurde 1877 und das Gut Werben I im Jahr 1903 aufgelöst und parzelliert. Bereits am 21. Mai 1899 wurde Werben mit einem Bahnhof an die Bahnstrecke Lübben–Cottbus (Spreewaldbahn) angeschlossen. Anfang des 20. Jahrhunderts lebten in Werben 1480 Einwohner.

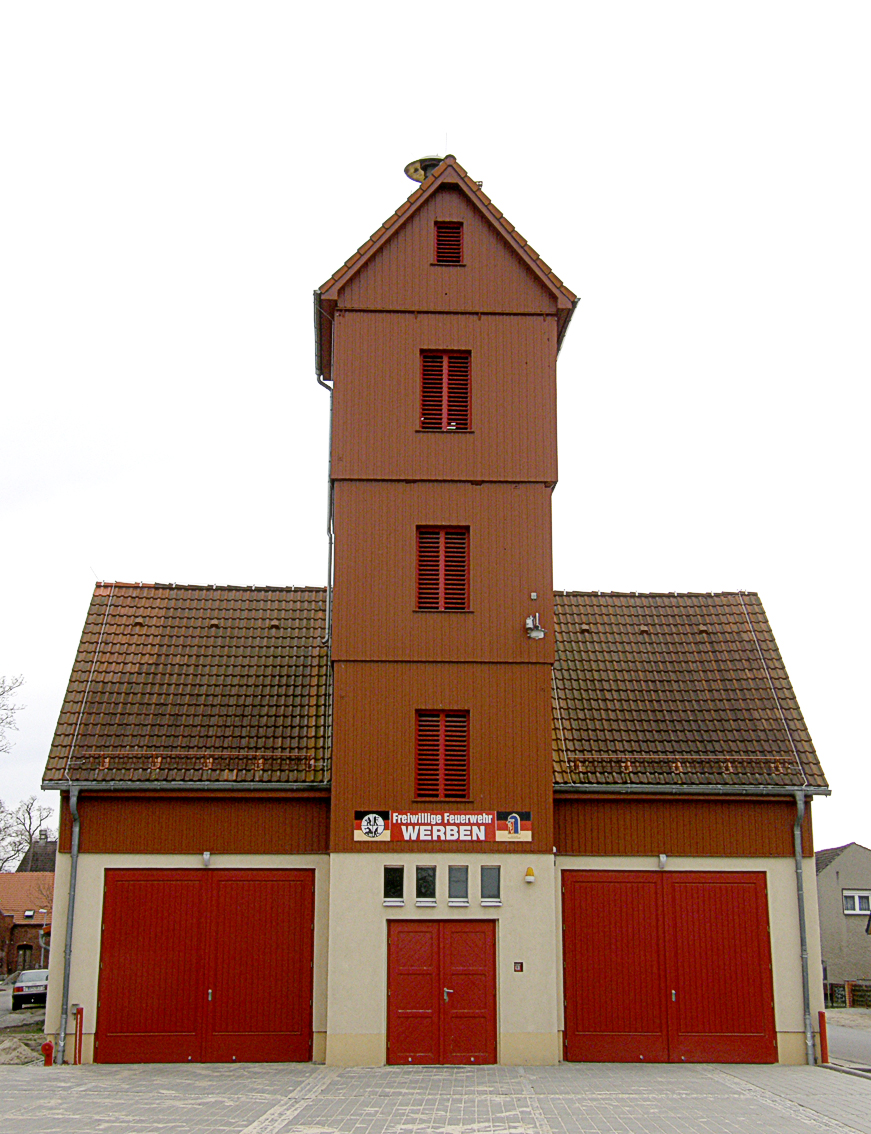
Das 1925 gebaute Gerätehaus der Ortsfeuerwehr

Am 1. Mai 1908 wurde die Freiwillige Feuerwehr gegründet. Am 27. November 1925 wurde das Gerätehaus eingeweiht, ebenfalls in den 1920er Jahren wurde ein neues Schulhaus gebaut. Zu dieser Zeit gehörte das Gut Werben II mit 184 Hektar den Erben der Familie von Bomsdorff, das Gut IV der Oettingerschen Familienstiftung und das größtenteils einzeln verpachtete Rittergut Werben V mit 299 ha wurde von Ernst Konstantin von Schönfeldt (1873–1937) bewirtschaftet. Ernst Konstantin von Schönfeldt war zudem als Familienchronist tätig und schrieb 1935 die Chronik derer von Schönfeldt. Die verbliebenen Gutsbezirke wurden spätestens 1928 mit der Auflösung der preußischen Gutsbezirke in die Landgemeinde Werben eingegliedert. Die letzten Besitzer waren Ernst Ludwig Max (1904–1939) respektive dessen Witwe Christa, geborene von Frankenberg und Proschlitz, nach. Letztere heiratete 1945 den Vetter Heinz von Schönfeldt-Gulben.
Zum Ende des Zweiten Weltkrieges wurde im April 1945 bei Kämpfen um Werben die Kirche schwer beschädigt. Nach Kriegsende kam Werben zur Sowjetischen Besatzungszone und ab 1949 zur DDR. Am 1. Juli 1950 wurde die Gemeinde Brahmow nach Werben eingegliedert. Bei der Gebietsreform am 25. Juli 1952 wurde die Gemeinde dem Kreis Cottbus (ab 1954 Kreis Cottbus-Land) im Bezirk Cottbus zugeordnet. Im Jahr 1958 wurde die rekonstruierte Kirche erneut eingeweiht. Zur Zeit der DDR bestanden in Werben eine Landwirtschaftliche Produktionsgenossenschaft und ein Tierproduktionsbetrieb. In der Nacht vom 3. auf den 4. Januar 1970 wurde der Betrieb der Spreewaldbahn eingestellt. Zum 10. Januar 1973 erfolgte die Eingemeindung von Ruben nach Werben. Das Gutshaus verfiel nach 1990 und wurde in der Folge abgerissen. Der Gutspark ist verwildert. Die Grablege der Familie von Schönfeldt wurde saniert.
Nach der Wiedervereinigung gehörte die Gemeinde Werben zunächst zum Landkreis Cottbus in Brandenburg. Am 16. Juli 1992 schloss sich die Gemeinde zur Erledigung ihrer Verwaltungsaufgaben dem Amt Burg (Spreewald) an. Der Landkreis Cottbus ging bei der Kreisreform am 6. Dezember 1993 im neu gebildeten Landkreis Spree-Neiße auf.

## Bevölkerungsentwicklung
| Jahr | Einwohner |
| ---- | --------- |
| 1875 | 1630      |
| 1890 | 1566      |
| 1910 | 1504      |
| 1925 | 1436      |
| 1933 | 1478      |
| 1939 | 1511      |

| Jahr | Einwohner |
| ---- | --------- |
| 1946 | 1949      |
| 1950 | 1992      |
| 1964 | 1590      |
| 1971 | 1507      |
| 1981 | 1627      |
| 1985 | 1553      |

| Jahr | Einwohner |
| ---- | --------- |
| 1990 | 1539      |
| 1995 | 1651      |
| 2000 | 1942      |
| 2005 | 1865      |
| 2010 | 1763      |
| 2015 | 1703      |

| Jahr | Einwohner |
| ---- | --------- |
| 2020 | 1708      |
| 2021 | 1709      |
| 2022 | 1755      |
| 2023 | 1759      |
| 2024 | 1749      |

Gebietsstand des jeweiligen Jahres (ab 1950 mit Brahmow, ab 1981 mit Brahmow und Ruben), Einwohnerzahl: Stand 31. Dezember (ab 1991) von 2011 bis 2021 auf Basis des Zensus 2011, ab 2022 auf Basis des Zensus 2022
Werben war lange Zeit ein rein sorbischsprachiges Dorf. Der Volkskundler Arnošt Muka zählte 1884 für seine „Statistik der Lausitzer Sorben“ 1703 Einwohner, von denen 1687 (99,1 Prozent) Sorben waren. Laut seiner Auskunft beherrschten nahezu alle Einwohner der Kirchengemeinde Werben, zu der auch Brahmow, Müschen und Ruben gehörten, die sorbische Sprache. Im Jahr 1956 hatten noch 61,3 Prozent der Einwohner Werbens Sorbischkenntnisse. Die Schule in Burg, zu deren Einzugsbereich Werben gehört, bietet in allen Klassenstufen bilingualen niedersorbisch-deutschen Unterricht an.

## Politik

### Gemeindevertretung
Die Gemeindevertretung von Werben besteht aus 12 Gemeindevertretern und dem ehrenamtlichen Bürgermeister. Die Kommunalwahl am 9. Juni 2024 führte bei einer Wahlbeteiligung von 76,7 % zu folgendem Ergebnis:
| Partei / Wählergruppe | Stimmenanteil | Sitze |
| --------------------- | ------------- | ----- |
| Bündnis Werben/CDU    | 87,0 %        | 10    |
| Bürgerbewegung Ruben  | 13,0 %        | 2     |

### Bürgermeister
- 1998–2002: Fritz-Ulrich Werchosch (SPD)[11]
- 2002–2024: Joachim Dieke (CDU)[12]
- seit 2024: Daniel Troppa (Bündnis Werben/CDU)

Troppa wurde in der Bürgermeisterwahl am 9. Juni 2024 ohne Gegenkandidat mit 87,3 % der gültigen Stimmen für eine Amtszeit von fünf Jahren gewählt.

### Wappen und Flagge
Das Wappen wurde von dem Heraldiker Uwe Reipert gestaltet und am 15. Oktober 2024 von der Gemeindevertretung festgelegt. Das BLHA hat Flagge und Wappen am 10. Dezember 2024 bestätigt.
| | Blasonierung: „In Gold über blauem Schildfuß, darin ein silberner Doppelsturzsparren, eine bewurzelte und grün-beblätterte schwarze Trauerweide.“ |
| Wappenbegründung: Das Wappen steht als redendes Symbol für die Herkunft des Ortsnamens, der sich von dem sorbischen Wort für Weiden ableitet. Der im Schildfuß abgebildete Doppelsturzsparren stellt den Buchstaben W dar. | |

Die Flagge ist dreistreifig im Verhältnis 1:4:1 in den Farben Grün-Weiß-Grün und im Mittelstreifen mit dem Gemeindewappen belegt.

## Sehenswürdigkeiten und Kultur

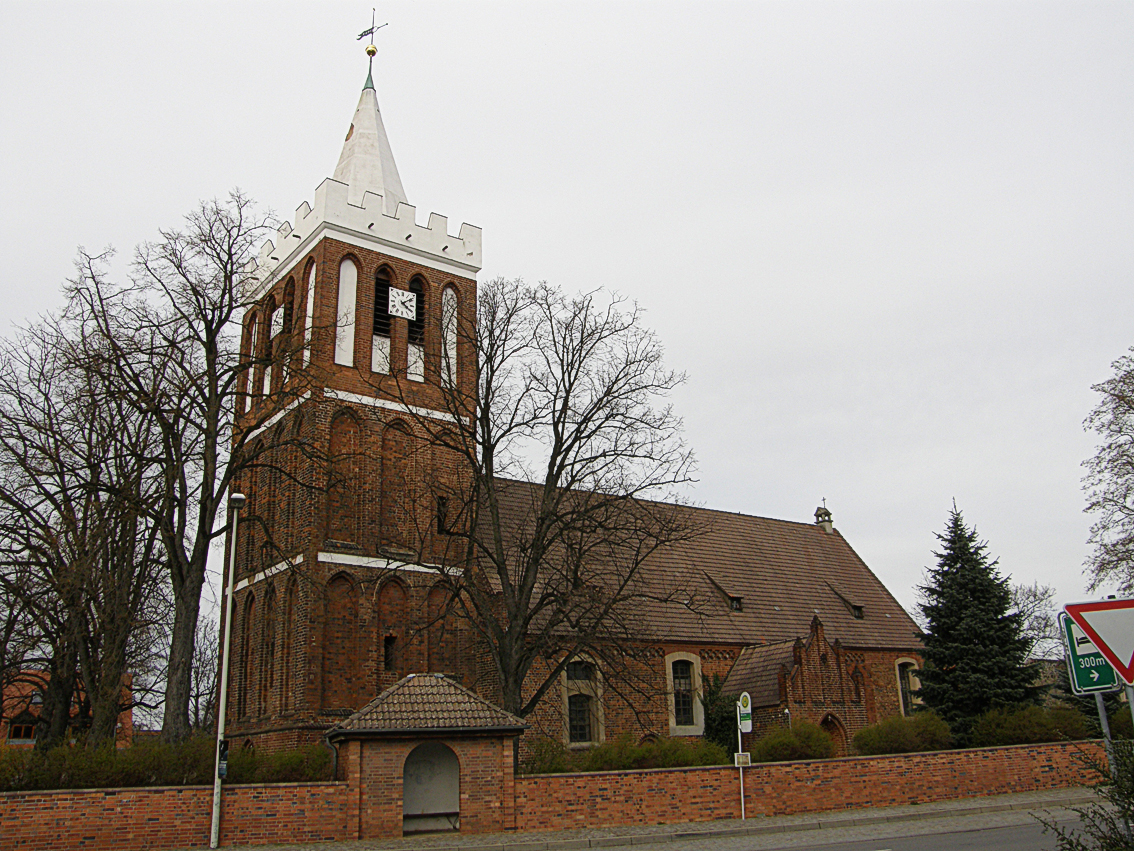
Dorfkirche Werben

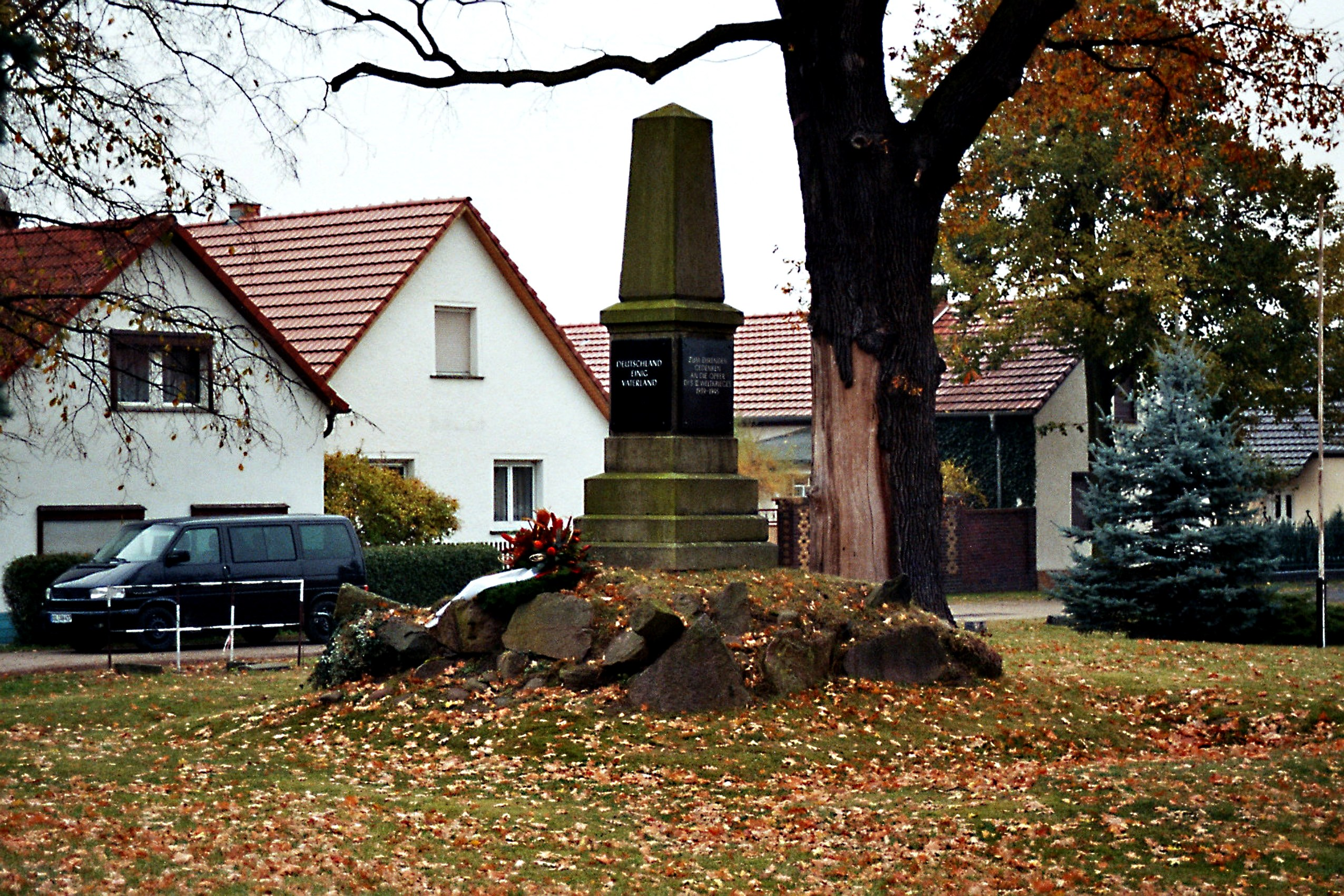
Kriegerdenkmal vor der Dorfkirche

Sehenswert ist die in wendischer Backsteingotik ausgeführte Dorfkirche Werben, die das Wahrzeichen des Ortes ist und Deckenmalereien von Feldfrüchten aufweist. Deshalb wird sie auch die „Gemüsekirche“ genannt. Der Turm hat eine Höhe bis zur Spitze von 39 Metern. Auf der Denkmalliste steht auch der an der Hauptstraße befindliche, im Jahre 2003 erneuerte Gedenkstein zu Ehren des sorbisch/wendischen Dichters Mato Kosyk. Die Bodendenkmale sind in der Liste der Bodendenkmale in Werben (Spreewald) aufgeführt.
Die nur zwei Kilometer entfernte Zosna (kleines Waldstück mit Lichtung) bietet für Wanderfreudige Möglichkeiten zur aktiven Erholung: einen Laubwald mit uralten Eichen, Hainbuchen und eine bemerkenswerte Bodenflora.
Der örtliche Sportverein ist der SV 1862 Werben. Des Weiteren sind der Landtechnische Heimatverein Spreewald, ein Traditionsverein und die Ortsgruppe der Domowina in Werben aktiv. Zu den dörflichen Veranstaltungen zählen unter anderem das Zampern, die sorbische Fastnacht (Zapust) und das Hahnrupfen.

## Wirtschaft und Infrastruktur

### Verkehr
Werben liegt an der Landesstraße L 51 zwischen Burg und Cottbus. Der Bahnhof Werben (Spreewald) lag an der 1970 stillgelegten Spreewaldbahn Lübben–Cottbus. Der Gemeindeteil Ruben liegt an der Landesstraße 512 nach Kolkwitz, in Brahmow endet die Kreisstraße 7134.

### Bildung
Werben ist Standort einer Kindertagesstätte. Die Spreewald-Grundschule Burg/Werben wurde nach dem Schuljahr 2012/13 aufgelöst und fusionierte mit der Theodor-Fontane-Oberschule in Burg zur Grund- und Oberschule „Mina Witkojc“, die ihren Standort in Burg hat.

## Persönlichkeiten

### Söhne und Töchter der Gemeinde
- Gottlob Ernst von Pannewitz (1697–1765), preußischer Generalmajor
- Friedrich Schindler (Jan Zygmunt Bjedrich Šyndlar) (1758–1841), niedersorbischer Pfarrer und Autor
- Ernst von Schönfeldt (1805–1858), preußischer Landrat und Abgeordneter
- Eugen von Oetinger (1826–1915), preußischer Generalleutnant
- Rudolf von Oetinger (1830–1920), preußischer Generalleutnant
- Mato Kosyk (1853–1940), niedersorbischer Dichter
- Ulrich Kluge (* 1935), Wirtschafts- und Sozialhistoriker

### Weitere Persönlichkeiten
- August Lentze (1860–1945), Oberbürgermeister Magdeburgs und preußischer Finanzminister, in Werben gestorben
- Dieter Zimmermann (* 1942), Maler und Grafiker, lebt seit 1981 in Brahmow